# Guennadi Agápov
Guennadi Mijáilovich Agápov (Königsberg, 5 de diciembre de 1933-Ekaterimburgo, 22 de julio de 2009) fue un atleta soviético especializado en la prueba de 50 km marcha, en la que consiguió ser subcampeón europeo en 1966.

## Carrera deportiva
En el Campeonato Europeo de Atletismo de 1966 ganó la medalla de plata en los 50 km marcha, con un tiempo de 4:20:01 segundos, llegando a meta tras el italiano Abdon Pamich y por delante del también soviético Oleksandr Shcherbina (bronce con 4:20:47 s).